# حزب حل الشعب
حل الشعب (بالإسبانية: Solución Popular) كان ائتلافًا انتخابيًا في بيرو. في الانتخابات التشريعية التي أجريت في 8 أبريل 2001، فاز الحزب بنسبة 3.6 ٪ من الأصوات الشعبية ومقعد واحد فقط من 120 في مجلس الشيوخ. وفاز مرشحه الرئاسي في انتخابات اليوم نفسه، كارلوس بولونيا بير، بنسبة 1.7٪ من الأصوات. لم يشارك الحزب في انتخابات عام 2006.